# 罗什科尔邦
罗什科尔邦（法語：Rochecorbon，法語發音：[ʁɔʃkɔʁbɔ̃] ⓘ）是法国安德尔-卢瓦尔省的一个市镇，位于该省中东部，卢瓦尔河右岸，省会图尔市区东北约2公里，属于图尔区和图尔-卢瓦尔河谷都会区。

## 地理
罗什科尔邦（47°24'52"N, 0°45'18"E）面积16.78 平方千米，位于法国中央-卢瓦尔河谷大区安德尔-卢瓦尔省，该省份为法国中西部省份，北起萨尔特省、东北接卢瓦-谢尔省，东南接安德尔省，南至维埃纳省，西临曼恩-卢瓦尔省。
与罗什科尔邦接壤的市镇（或旧市镇、城区）包括：武夫赖、莫奈、帕尔赛-梅莱、圣皮埃尔代科尔、图尔、拉维尔欧达姆。
罗什科尔邦的时区为UTC+01:00、UTC+02:00（夏令时）。

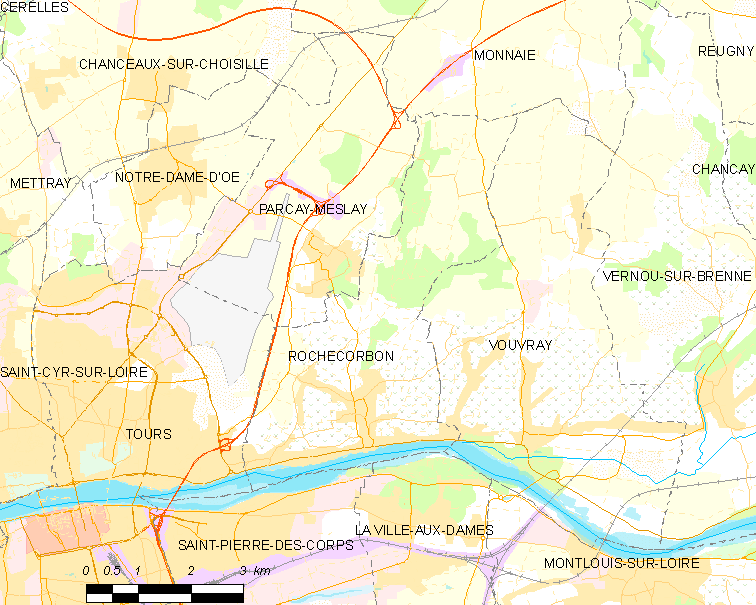
罗什科尔邦的OSM定位图

## 行政
罗什科尔邦的邮政编码为37210，INSEE市镇编码为37203。

## 政治
罗什科尔邦所属的省级选区为武夫赖县。

## 交通
安德尔-卢瓦尔省省道D952线沿卢瓦尔河右岸经过罗什科尔邦，另有省道D77线和D129线经过境内。
图尔公交53路和54路经过境内。

## 人口

1962-2008年间罗什科尔邦人口变化图示

罗什科尔邦于2022年1月1日时的人口数量为3220人。